# Musée du textile (Tilbourg)

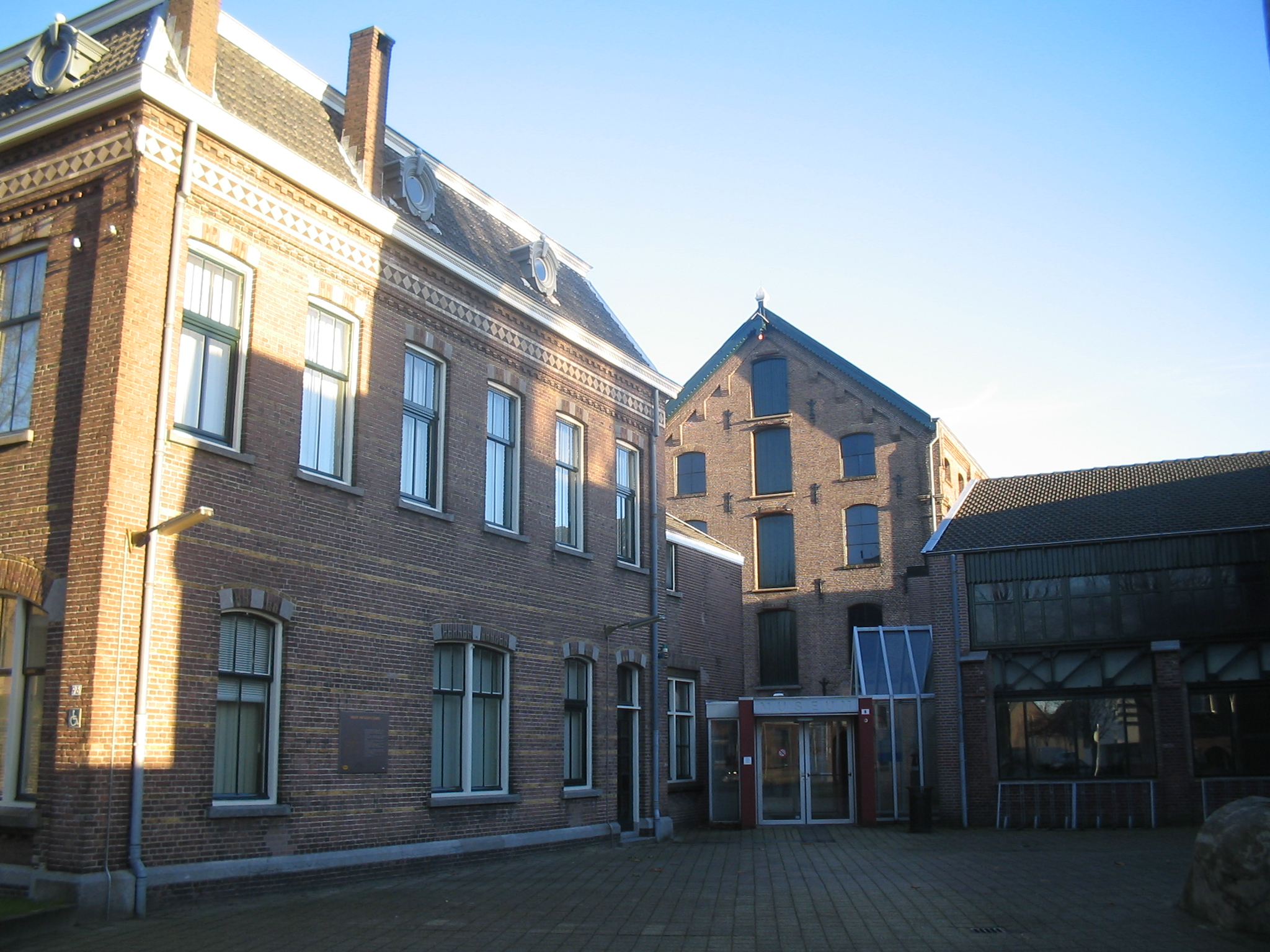
Entrée (2005).

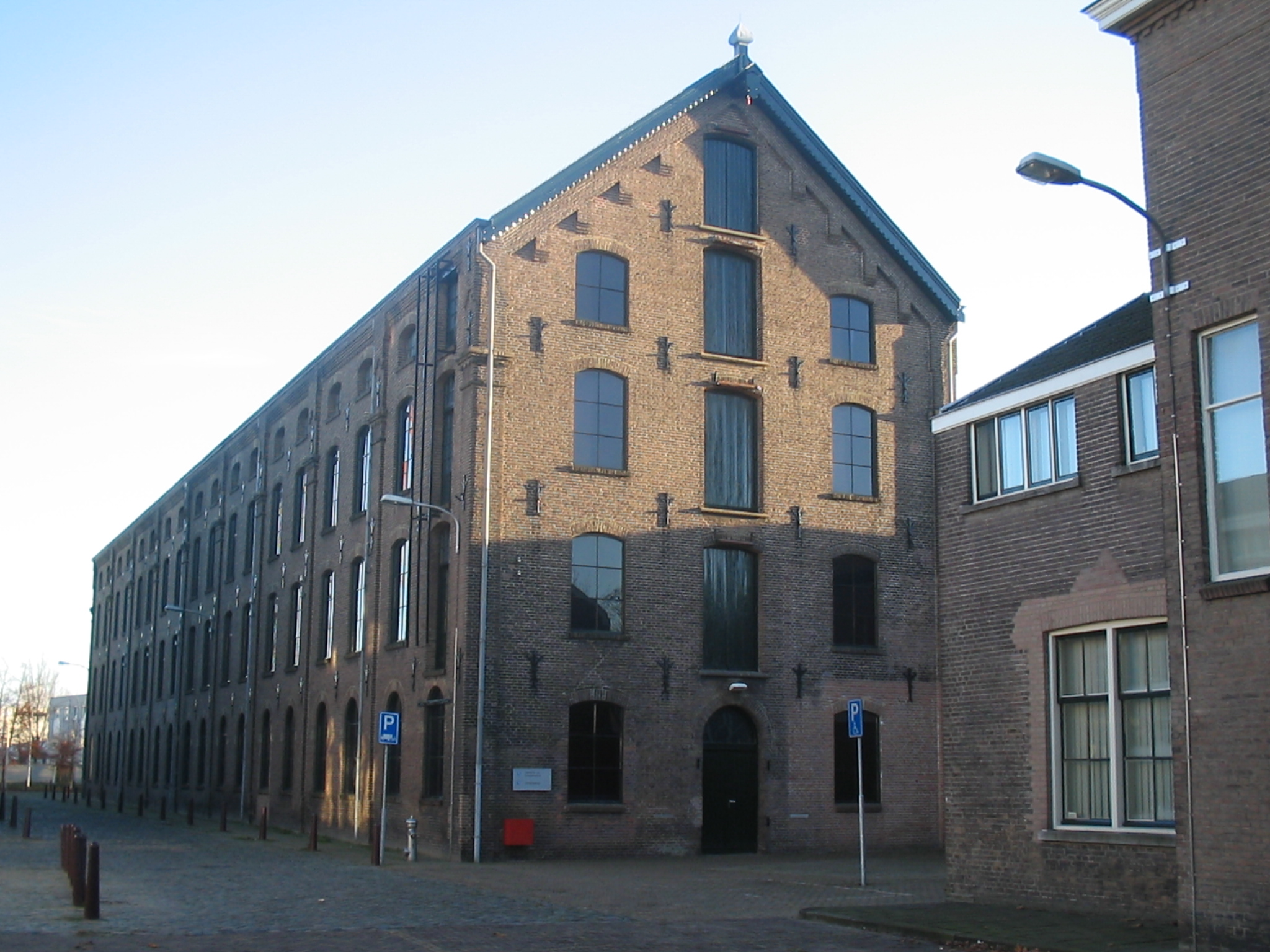
Hall (2005).

Le musée du textile est situé à Tilbourg aux Pays-Bas, dans la province de Brabant-Septentrional. Le musée du textile a été créé en 1958. Depuis 1985, ce dernier a été aménagé dans l'ancienne usine de textile de la firme de C. Mommers & Co. Autrefois, cette entreprise était l'un des plus importants employeurs de Tilbourg. En mai 2008, le musée ouvre une nouvelle fois ses portes après une rénovation en profondeur. En 2017, le Museumprijs (prix des musées) lui est remis. 

## L'histoire du textile
Le musée comprend une partie historique avec des machines provenant d'une fabrique de couvertures de laine qui permettent de suivre tout le processus depuis le traitement de la laine jusqu'au tissage des couvertures ; l'atelier du damas, avec des métiers à tisser jacquard du XIXe siècle et une blanchisserie  ; le TextielLab qui Plusieurs capsules numériques peuvent être visionnés sur la production du textile et le travail des ouvriers au sein de la fabrique. Le musée montre à la fois le présent et le passé de la fabrication textile.
Le musée présente régulièrement des expositions et organise des ateliers pédagogiques.

## Bijoux[sourceinsuffisante]
En collaboration avec le Centraal Museum te Utrecht, la CODA à Apeldoorn, Arnhem Musée d'Art Moderne, le Rijksmuseum, le Stedelijk Museum d'Amsterdam et le Musée Stedelijk de Bois-le-Duc, le musée du textile est l'une des institutions les plus importantes dans les Pays-Bas qui s'occupe de rassembler les collections des artistes bijoutiers. En 2014, la collection contient environ 200 objets fabriqués à la main à partir des années 1970 par (entre autres) Mecky van den Brink, Iris Eichenberg, Willemijn de Greef, Petra Hartman, Maria Hees, Beppe Kessler, Felieke van der Leest, Nel Linssen, Lous Martin, Chequita Nahar, Katja Prins, Uli Rapp, Lucy Sarneel, Truike Verdegaal, Agneau le Loup et Lucy Zom.

## Anecdote
- Une miniature du musée du textile est à voir dans le parc d'attraction Madurodam.

## Expositions
- 2007 - Sur les traces du Bauhaus, tissages de Kitty van der Mijll Dekker /In het spoor van het Bauhaus, weefwerk van Kitty van der Mijll Dekker
- 2014 - Bijoux Du Corps / Body Jewels
- 2015 - Smart Textiles Portable Services / Smart Textiles | Wearable Services
- 2015 - Figuratif | Cobra de Studio Job / Figuratie | Van Cobra tot Studio Job
- 2015 - Sous la Peau | Under the Skin
- 2015 - Fibre de contrats à Terme | Art du Japon / Fiber Futures | Kunst uit Japan
- 2016 - la Co-Création | Dans le TextielLab / Co-creatie | In het TextielLab
- 2016 - Switch | Dutch Design en mouvement 1990-2015 / Dutch Design on the move 1990-2015
- 2016 - Pop de Tissus d'Art et de la Mode / Pop Art Fabrics & Fashion
- 2016 - Les Franges de la Beauté / Rafelranden van Schoonheid
- 2016 - Excellente | Damas et Verre, du Classique à l'Art Déco / Schitterend | Damast & Glas, van Klassiek tot Art Deco
- 2017 - Motifs Ornementaux | Trijpweefsels de l'École d'Amsterdam / Ornamentale Patronen | Trijpweefsels van de Amsterdamse School
- 2017 - Terre Des Questions / Earth Matters
- 2017 - Jazz des années 1920 à l'Âge de Mode | & Photographies / 1920s Jazz Age | Fashion & Photographs
- 2019 - Bauhaus, textiles modernes aux Pays-Bas / Bauhaus - Modern Textiel in Nederland (Lisbeth Oestreicher, Otti Berger, Kitty van der Mijll Dekker, Greten Neter-Kähler)[1].